# Международный турнир по самбо «Мемориал А. А. Харлампиева»
Международный турнир по самбо «Кубок Основоположникам самбо» (до 2022 года — Международный турнир по самбо «Мемориал А. А. Харлампиева») — соревнования по самбо, названные в честь А. А. Харлампиева.

## История
Международный турнир по самбо «Мемориал А. А. Харлампиева» был учреждён в 1980 году. С 1983 года за победу на турнире спортсмены получают звание Мастера спорта международного класса СССР. Турнир назван в честь одного из основателей самбо — Анатолия Харлампиева.
В 2012 году был проведён 33-й международный турнир по самбо «Мемориал А. А. Харлампиева», получивший статус этапа Кубка мира по самбо. Оператор турнира — Всероссийская федерация самбо.
В 2019 году в Москве завершился Кубок мира по самбо «Мемориал А. А. Харлампиева», который проходил 22-23 марта на Малой арене «Лужников», участвовало более 250 спортсменов из 33 стран мира. Больше всего наград завоевали самбисты из России.
С 2022 года турнир получил название «Кубок основоположникам самбо», дабы восстановить историческую справедливость, поскольку самбо было разработано Харлампиевым, Василием Ощепковым и Виктором Спиридоновым. Трем основателям посвящен памятник, установленный в Лужниках.

## Участники и призёры
- Олейник, Алексей Алексеевич
- Насыров, Евгений Габдлбарыевич
- Иванов, Алексей Романович
- Костенко, Яна Сергеевна
- Алискеров, Икрам Сабирович
- Кондрашкин, Сергей Алексеевич
- Трофимов, Александр Иванович
- Пантелеев, Павел Андреевич
- Нозимзода, Шахбози Сирожиддин